# トヨムラ
株式会社トヨムラは、東京都千代田区に本社を置く半導体・電子部品の卸売などを行う企業である。

## 概要
長らくアマチュア無線の専門店として『CQ ham radio』誌の巻末の広告で知られていたが、2021年（令和3年）から掲載を取り止めた。
オリジナルパーツのエアーダックスコイル、東光（現・埼玉村田製作所）のコイルやケンプロ工業の周辺機器の販売代理店、1960年代前半は、アマチュア無線機のメーカーでもあった。
1957年（昭和32年）に初の店舗を秋葉原の東京ラジオデパートに出店。
以後、栃木県宇都宮市、埼玉県上尾市、千葉県習志野市、神奈川県横浜市、相模原市、愛知県名古屋市など最盛期には10店舗ほどがあった。
1987年（昭和62年）には亜土電子工業（後のCSKエレクトロニクス、現MAGねっとホールディングス）が資本参加し「T-ZONE」の商標を使用開始した。
しかし、2000年（平成12年）までに店舗は埼玉県北足立郡伊奈町、群馬県太田市、静岡市駿河区を残し閉店し、T-ZONEの商標はCSKエレクトロニクスに譲渡した。
残った3店舗はフランチャイズであって直営店ではない。
2021年（令和3年）には、伊奈店が閉店した。
一方、半導体及び電子部品の販売については、1993年（平成5年）にコンポーネント営業本部を開設し、香港に現地法人を設立した。
以後、台湾、韓国にも現地法人を設立。インドや中国にも販路を広げている。

## 無線機一覧
無線機MUSEUMによる。
| 型名                                 | 種別           | 周波数、電波型式、空中線電力 | 発売年 |
| ------------------------------------ | -------------- | ---------------------------- | ------ |
| TSR-6A                               | トランシーバー | 50Mc、AM、1W                 | 1960年 |
| TEC-6                                | 送信機         | 50Mc、AM/CW、10W             | 1961年 |
| TEC-2                                | 送信機         | 144Mc、AM/CW、10W            | 1961年 |
| QRP-90                               | 送信機         | 3.5-30Mc、AM/CW、90W         | 1962年 |
| QRP-90B                              | トランシーバー | 50Mc、FM、10W                | 1965年 |
| QRP-Twenty                           | 送信機         | 3.5-30Mc、AM/CW、10W         | 1965年 |
| 注 当時の周波数の単位はc（サイクル） |                |                              |        |

## 沿革
- 1956年 - トヨムラ電気商会として創業
- 1957年 - 秋葉原の東京ラジオデパートに出店
- 1960年 - 法人組織に改組し、株式会社トヨムラ電気商会を設立
- 1967年 - 株式会社トヨムラに社名を変更
- 1987年 - 「T-ZONE」の商標を使用開始
- 1993年
  - コンポーネント営業本部を開設
  - 香港に現地法人を設立
- 1994年 - 本社を現在地に移転
- 1998年 - 台湾に現地法人を設立
- 2000年 - 「T-ZONE」の商標を株式会社CSK・エレクトロニクスに譲渡
- 2010年 - 韓国に現地法人を設立
- 2016年 - 株式会社サイデンがグループ入り
- 2017年 - 資本金を1億円に増資
- 2019年 - サイデンを吸収合併